# Darja Rjaschko
Darja Rjaschko (kasachisch Дарья Ряжко; * 11. September 1995) ist eine kasachische Skilangläuferin.

## Werdegang
Rjaschko lief im November 2018 in Werschina Tjoi ihr erstes Rennen im Eastern-Europe-Cup, das sie auf dem 106. Platz über 5 km Freistil sowie auf dem Plätzen 82 und 69 im Sprint beendete. Ihr Debüt im Weltcup gab sie im Dezember 2019 in Davos und errang dabei den 61. Platz im Sprint. In der Saison 2020/21 wurde sie kasachische Meisterin im Sprint und belegte bei den Nordischen Skiweltmeisterschaften 2021 in Oberstdorf den 53. Platz im Sprint, zusammen mit Anna Schewtschenko den 17. Rang im Teamsprint sowie den 11. Platz mit der Staffel. Nach Platz drei über 10 km klassisch und Rang zwei im Sprint beim Eastern-Europe-Cup in Schtschutschinsk zu Beginn der Saison 2022/23 holte sie in Ruka ihre ersten Weltcuppunkte.

## Siege bei Continental-Cup-Rennen
| Nr. | Datum         | Ort              | Disziplin       | Serie              |
| --- | ------------- | ---------------- | --------------- | ------------------ |
| 1.  | 24. März 2023 | Schtschutschinsk | Sprint Freistil | Eastern-Europe-Cup |
| 2.  | 23. März 2024 | Schtschutschinsk | Sprint Freistil | Eastern-Europe-Cup |